# José de Jesús Jiménez Almonte
José de Jesús Jiménez Almonte (Guazumal, Tamboril, Santiago, 15 de agosto de 1905-18 de noviembre de 1982) fue uno de los primeros y más distinguidos botánicos de República Dominicana, segundo solamente a su mentor Rafael Maria Moscoso. También estuvo entre los mejores médicos de su país.
Fueron sus padres Leopoldo Jiménez Almanzar (1870-1946) y Ana Josefa Almonte Arias. Su abuelos paternos fueron Juan Jimenez Lopez, tío del empresario tamborileño Eduardo Leon Jimenez, y Carmen Almanzar Lajara, prima, una vez removida, del expresidente Horacio Vasquez Lajara. 
Fue fundador de la Asociación Médica de Santiago en 1941 de la que fue presidente en 1944, el fundador de la Sociedad Dominicana de Botánica en 1973 y fundador de la Academia de Ciencias de la República Dominicana en 1974. Fue el maestro y mentor del notable botánico santiagués Eugenio de Jesús Marcano Fondeur. 

## Obras científicas
- "Plantas Nuevas para la Ciencia, Nuevas Para La Hispaniola Nuevas y para la República Dominicana" (1952)
- "Un nuevo catálogo de la Flora Dominicana" (1959)
- "Suplemento al catalogous Florae domingensis del Prof. Rafael M. Moscoso" ( 1968)

## Honores
Fue nombrado "Hijo distinguido de Santiago" en 1974, doctor honoris causa "de la Pontificia Universidad Católica Madre y Maestra en 1970, recibió el" Premio Nacional de Ciencias "en 1980 y fue galardonado con la Orden al Mérito de Duarte, Sánchez y Mella.
Fue campeón nacional de ajedrez en 1940 y un gran promotor del juego.

## Ancestros
|  |                                                                                           |  |  |  |  |  |  |  |  |  |  |  |  |  |  |  |
|  | 8. Juan de Jesús Jiménes                                                                  |  |  |  |  |  |  |  |  |  |  |  |  |  |  |  |
|  |                                                                                           |  |  |  |  |  |  |  |  |  |  |  |  |  |  |  |
|  |                                                                                           |  |  |  |  |  |  |  |  |  |  |  |  |  |  |  |
|  | 4. Juan Nepomuceno Jiménez López(n. 1841, m. 1866, m. 1896) (tío de Eduardo León Jimenes) |  |  |  |  |  |  |  |  |  |  |  |  |  |  |  |
|  |                                                                                           |  |  |  |  |  |  |  |  |  |  |  |  |  |  |  |
|  |                                                                                           |  |  |  |  |  |  |  |  |  |  |  |  |  |  |  |
|  | 18. Andrés López Polanco                                                                  |  |  |  |  |  |  |  |  |  |  |  |  |  |  |  |
|  |                                                                                           |  |  |  |  |  |  |  |  |  |  |  |  |  |  |  |
|  |                                                                                           |  |  |  |  |  |  |  |  |  |  |  |  |  |  |  |
|  | 9. María de la Cruz López                                                                 |  |  |  |  |  |  |  |  |  |  |  |  |  |  |  |
|  |                                                                                           |  |  |  |  |  |  |  |  |  |  |  |  |  |  |  |
|  |                                                                                           |  |  |  |  |  |  |  |  |  |  |  |  |  |  |  |
|  | 19. Rosa Almánzar                                                                         |  |  |  |  |  |  |  |  |  |  |  |  |  |  |  |
|  |                                                                                           |  |  |  |  |  |  |  |  |  |  |  |  |  |  |  |
|  |                                                                                           |  |  |  |  |  |  |  |  |  |  |  |  |  |  |  |
|  | 2. Leopoldo Jiménez Almánzar (n. 1870, n. 1946)                                           |  |  |  |  |  |  |  |  |  |  |  |  |  |  |  |
|  |                                                                                           |  |  |  |  |  |  |  |  |  |  |  |  |  |  |  |
|  |                                                                                           |  |  |  |  |  |  |  |  |  |  |  |  |  |  |  |
|  | 10. Manuel Almánzar (o de Almansa)n. 1780                                                 |  |  |  |  |  |  |  |  |  |  |  |  |  |  |  |
|  |                                                                                           |  |  |  |  |  |  |  |  |  |  |  |  |  |  |  |
|  |                                                                                           |  |  |  |  |  |  |  |  |  |  |  |  |  |  |  |
|  | 5. Carmen Almánzar Lajara                                                                 |  |  |  |  |  |  |  |  |  |  |  |  |  |  |  |
|  |                                                                                           |  |  |  |  |  |  |  |  |  |  |  |  |  |  |  |
|  |                                                                                           |  |  |  |  |  |  |  |  |  |  |  |  |  |  |  |
|  | 22. Pedro de La Jara n. 1800 (hijo de Juan de La Jara, nativo de Cádiz, España)           |  |  |  |  |  |  |  |  |  |  |  |  |  |  |  |
|  |                                                                                           |  |  |  |  |  |  |  |  |  |  |  |  |  |  |  |
|  |                                                                                           |  |  |  |  |  |  |  |  |  |  |  |  |  |  |  |
|  | 11. María Asunción Lajara n. 1800 (tia abuela del presidente Horacio Vasquez Lajara)      |  |  |  |  |  |  |  |  |  |  |  |  |  |  |  |
|  |                                                                                           |  |  |  |  |  |  |  |  |  |  |  |  |  |  |  |
|  |                                                                                           |  |  |  |  |  |  |  |  |  |  |  |  |  |  |  |
|  | 23. Teresa Amaya n. 1800                                                                  |  |  |  |  |  |  |  |  |  |  |  |  |  |  |  |
|  |                                                                                           |  |  |  |  |  |  |  |  |  |  |  |  |  |  |  |
|  |                                                                                           |  |  |  |  |  |  |  |  |  |  |  |  |  |  |  |
|  | 1. José de Jesús Jiménez Almonte (n. 1905, m. 1982)                                       |  |  |  |  |  |  |  |  |  |  |  |  |  |  |  |
|  |                                                                                           |  |  |  |  |  |  |  |  |  |  |  |  |  |  |  |
|  |                                                                                           |  |  |  |  |  |  |  |  |  |  |  |  |  |  |  |
|  | 3. Ana Josefa Almonte Arias                                                               |  |  |  |  |  |  |  |  |  |  |  |  |  |  |  |
|  |                                                                                           |  |  |  |  |  |  |  |  |  |  |  |  |  |  |  |
|  |                                                                                           |  |  |  |  |  |  |  |  |  |  |  |  |  |  |  |